# Salinitet
Salinitet, slanost ili slanoća je udjel otopljenih soli u vodenoj otopini. Iskazuje se ustaljeno kao maseni omjer, dakle kao udio mase otopljenih soli u ukupnoj masi otopine, i to kao bezdimenzionalni iznos u promilima (‰) ili postocima (%). Na primjer, salinitet od 1 promila znači da je 1000 g otopine čine 1 g otopljene soli i 999 g vode.
Salinitet je jedno od najvažnijih svojstava morske vode. Prosječna slanost svjetskog mora iznosi 35 ‰. Slanija su ona mora koja primaju manju količinu padalina i koja imaju manji dotok tekućica, a intenzivnije isparavaju. U obratnim slučajevima slanost je manja, npr. visok salinitet Crvenog mora od oko 40 ‰ objašnjava se jakim isparavanjem i vrlo malim pritjecanjem tekućica. Salinitet Baltičkog mora iznosi samo 6 ‰, što je posljedica velikog pritjecanja i relativno slabog isparavanja. Slanija mora se sporije zaleđuju.
Slanost Jadranskog mora iznosi 38 ‰ i ubraja se u slana mora.
Linije koje na površini mora spajaju točke iste slanoće nazivaju se Izohaline.